# Oikopleura inflata
Oikopleura inflata är en ryggsträngsdjursart som först beskrevs av Fenaux och Youngbluth 1991.  Oikopleura inflata ingår i släktet Oikopleura och familjen lysgroddar. Inga underarter finns listade i Catalogue of Life.